# Аскаридові
Аскаридові (Ascarididae) — родина нематод. Представники родини паразитують в кишечнику всіх класів хребетних.

## Роди
Містить багато родів. Найвідоміші такі:
- Amplicaecum
- Angusticaecum
- Ascaris
- Baylisascaris
- Crossophorus
- Dujardinascaris
- Hexametra
- Lagaochilascaris
- Ophidascaris
- Parascaris
- Polydelphis
- Seuratascaris
- Toxascaris
- Toxocara
- Travassoascaris